# Dobbiamo parlare di Kevin
Dobbiamo parlare di Kevin o ...e ora parliamo di Kevin (We Need to Talk About Kevin) è un romanzo di Lionel Shriver pubblicato nel 2003. Il romanzo ottenne recensioni molto positive e vinse l'Orange Prize nel 2005.

## Trama
In una serie di lettere al marito Franklin, Eva Khatchadourian ripercorre i fatti che hanno portato all'arresto del figlio quindicenne per aver commesso un massacro scolastico. Eva, ostracizzata dalla comunità locale per le azioni del giovane Kevin, continua a visitare il figlio adolescente nel carcere minorile, dove il ragazzo ha un comportamento ostile che non tradisce alcun segno di rimorso.
Scrivendo al marito, Eva rivive la dura decisione di diventare madre, una scelta presa con una certa riluttanza solo dopo aver temuto per la vita del marito molti anni prima. Già da neonato, Kevin mostrava una certa ostilità nei confronti della madre, diventando invece il beniamino di Franklin. Sotto lo sguardo critico di Eva quelli che potrebbero sembrare dispetti infantili assumono connotati più oscuri che rivelano le radici della cattiveria del figlio, che sporca le rare mappe della madre e spinge una bambina a grattarsi selvaggiamente la pelle coperta dall'eczema, segnandola così a vita. Franklin non nota questi comportamenti o, quando lo fa, le considera tuttalpiù ragazzate, sintomi di quello che considera essere un maschietto sano ed energico. Il bambino crea divisioni all'interno della coppia con il suo comportamento: Kevin è infatti intrattabile quando è solo con Eva, per poi trasformarsi nel figlio perfetto quando il padre torna a casa. Eva cerca di spiegare al marito questi meccanismi del figlio, ma Franklin rifiuta di crederci, la ritiene paranoica e la tratta con condiscendenza. Quando Kevin ha nove anni, i genitori hanno una seconda figlia, Celia, che invece si rivela essere dolce e affettuosa. Quando la bambina ha sei anni, perde un occhio in un incidente sospetto, versandosi sul volto della candeggina che Eva aveva usato per sgorgare un lavandino. Eva è sicura di aver riposto la sostanza al di fuori della portata di un bambino e si convince quindi che dev'essere stato Kevin a provocare l'incidente. Quando Eva espone la teoria al marito, Franklin perde definitivamente la pazienza con la moglie e chiede il divorzio.
La vita di Eva è definitivamente sconvolta quando passando davanti alla scuola del figlio la trova circondata da genitori, poliziotti, ambulanze e giornalisti. Scopre quindi che una tremenda strage scolastica ha avuto luogo e che l'autore è Kevin: usando l'arco con cui si esercita sin da bambino, l'adolescente ha ucciso sette compagni, un'insegnante e un inserviente del bar del liceo. Tornata a casa prima di andare alla centrale di polizia per vedere il figlio, Eva scopre che Kevin ha ucciso sia Celia che Franklin, rivelando così che le lettere al marito erano solo un modo per fronteggiare il lutto e il dolore, dato che inevitabilmente non sarebbero mai state lette dal ricevente. Eva sospetta che Kevin abbia commesso la strage dopo aver sentito il padre chiedere il divorzio e sapeva che, se fosse stato dato in affidamento al padre, non avrebbe avuto la sua vittoria sulla madre. Due anni più tardi Kevin sta per compiere i 18 anni e per essere trasferito a Sing Sing. La prospettiva di essere mandato in un carcere "per adulti" distrugge le ultime difese e la spavalderia di Kevin, che per la prima volta si mostra spaventato e pentito. Riconsegna alla madre l'occhio di vetro di Celia e le chiede di seppellirlo, ma quando Eva gli chiede per la prima volta il motivo della strage Kevin confessa di non esserne più sicuro. I due si abbracciano e per la prima volta Eva realizza di amare il figlio.

## Adattamento cinematografico
Nel 2011 la regista Lynne Ramsay ha diretto un adattamento cinematografico del romanzo, intitolato ...e ora parliamo di Kevin. Il film fu accolto positivamente dalla critica e particolari apprezzamenti furono attribuiti all'interpretazione di Tilda Swinton nel ruolo di Eva. Accanto a lei nel cast recitavano anche Ezra Miller nel ruolo di Kevin e John C. Reilly in quello del marito Franklin. In seguito all'uscita del film nelle sale italiane, il romanzo della Shriver fu ripubblicato con il titolo della pellicola.

## Edizioni italiane
- Dobbiamo parlare di Kevin, Casale Monferrato, Piemme, 2006 ISBN 88-384-7545-8
- ...e ora parliamo di Kevin, Casale Monferrato, Piemme, 2008 ISBN 88-384-9992-6